# Pierre Lepautre (1659–1744)

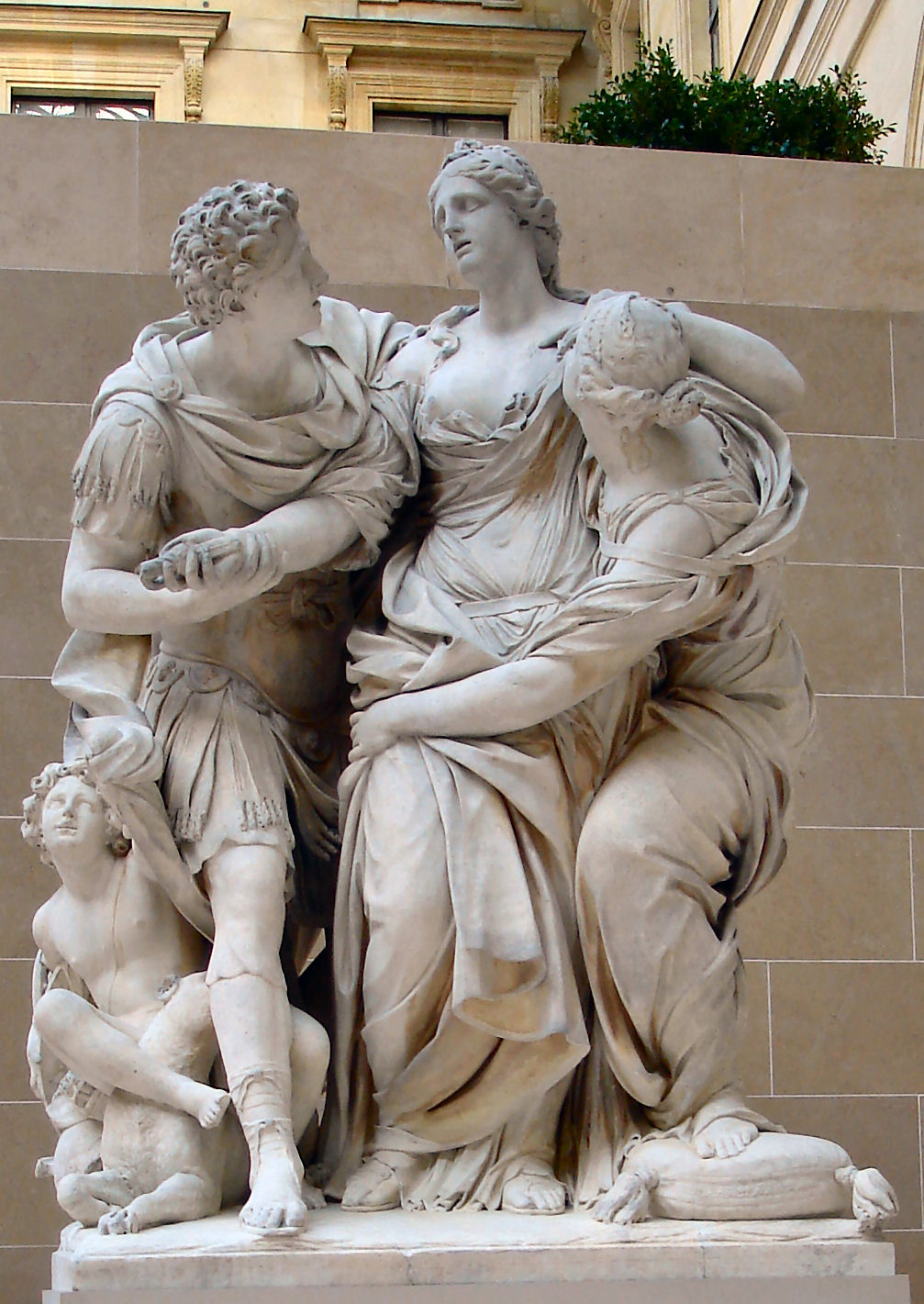
Arria et Paetus (1695).

Pierre Lepautre of Pierre le Pautre (Parijs, 4 maart 1659 - aldaar, 22 januari 1744) was een Frans beeldhouwer. Enkele van zijn standbeelden staan in het Louvre. Hij was jarenlang lid van het schildersgilde Académie de Saint-Luc.
Lepautre won de Prix de Rome en studeerde sinds 1683 aan de Villa Médicis in Rome. In 1689 werd hij geportretteerd door Nicolas de Largillière. Tijdens zijn verblijf in de Stati Pontifici stuurde hij een aantal van zijn sculpturen naar Frankrijk om blijk te geven van zijn kunde. In 1701 keerde Lepautre terug naar Parijs. Hij was van 1705 tot 1710 betrokken bij de versieringen van de kapel van het Kasteel van Versailles. Onder leiding van Jules Hardouin-Mansart maakte hij standbeelden van de Heilige Ambrosius en Paus Gregorius I.

## Werk

### Arria et Paetus
In 1685 begon Jean-Baptiste Théodon met het werken aan een sculptuur van Arria en Caecina Paetus, twee figuren uit het Oude Rome. In 1691 was het beeld nog niet af en de directeur van de Franse Academie in Rome (ook wel Villa Médicis genoemd) vroeg Lepautre het af te maken. In 1695 was Lepautre klaar met zijn werk. Het stond in de Parijse Tuilerieën van 1717 tot maart 1989, toen het in het Louvre werd geplaatst.
- Bibliothèque nationale de France: cb149579861 (data)
- Catàleg d'autoritats de noms i títols de Catalunya: 981058521253006706
- Gemeinsame Normdatei: 132820811
- International Standard Name Identifier: 0000 0001 0813 5987
- KulturNav: 9a0961b6-5a08-4d01-886f-75ed63f240c0
- Library of Congress Control Number: n97861938
- Nationale Bibliotheek van Tsjechië: mzk2009509994
- RKD-Nederlands Instituut voor Kunstgeschiedenis: 49490
- Système universitaire de documentation: 181670577
- Union List of Artist Names: 500020915
- Virtual International Authority File: 5199920
- WorldCat: E39PBJh4qqVFK8rJXVpBcR9dQq